# Hadsten Folketidende
Hadsten Folketidende var Hadstens første avis, der udkom første gang 1. oktober 1900 af leder af Hadsten Højskoles håndværkerafdeling (det der senere blev til Den jydske Haandværkerskole), Broder Nielsen. Avisen kom som en udløber af Randers Venstreblad, og det lød bl.a. fra stifteren:
"Bladet er livligt, aktuelt, underholdende og belærende, og læserne støtter Venstres gamle frisindede krav"
Hadsten Folketidende var små med nyheder fra selve Hadsten, og var ofte refererende artikler til Randers Venstreblad eller andre aviser. Dog hændte det at avisen beskrev forholdene i byen - især vejenes belægning samt den manglende gadebelysning, som flere anså som en skændsel for en stationsby på Hadstens størrelse. Avisen lukkede allerede et år efter sin start, nemlig den 1. oktober 1901.

## Fodnoter
1. 1 2  Julekalender 2012 af Kurt Villy Svendsen Arkiveret 15. februar 2013 hos  Wayback Machine - www.youblisher.com